# Тім Гортонс Філд
Тім Хортонс Філд (англ. Tim Hortons Field) — багатоцільовий стадіон у Гамільтоні, Онтаріо, Канада. Побудований як заміна стадіону «Айвор Вінн», «Тім Хортонс Філд» в основному використовується для канадського футболу та є домашньою ареною для «Гамільтон Тайґеркетс» з канадської футбольної ліги, та «Форч ФК» з канадської Прем'єр-ліги. Під час Панамериканських ігор 2015 року його називали «CIBC Hamilton Pan Am Soccer Stadium». Стадіон був відкритий у вересні 2014 року, через два місяці після початкової передбачуваної дати завершення 30 червня 2014 року.